# 德累斯顿工业大学
德累斯顿工业大学（英語：Dresden University of Technology，缩写：TU Dresden或TUD）位于萨克森自由州首府-德累斯顿，是该州最大的学府，同时也是德国乃至欧洲历史最悠久的工科大学之一。
2012年，首次入选德国联邦政府第二轮精英大学。在2019年7月揭晓的第三轮卓越计划评选中，再次获得了“精英大学”的称号。

## 德累斯顿工业大学
德累斯顿工业大学成立于1828年，作为德国理工大学联盟TU9（德国最重要的九所工业大学联合）成员之一，在德国以及国际上都享有盛誉。有来自世界一百二十多个国家的学生和学者在此学习工作，在总数为三万五千的学生中有百分之十来自国外。

## 历史
1828年，随着工业化的出现，德累斯顿皇家技术教育学院（Königlich-Technische Bildungsanstalt zu Dresden）成立，旨在培养在机械学，机械工程学以及造船等技术领域的熟练工人。
1871年，德意志帝国成立，该学院更名为萨克森皇家理工学院（Königlich-Sächsisches Polytechnikum）。当时引入了诸如历史，语言等与技术没有直接联系的学科。
19世纪末，该学院发展为一个覆盖所有学科门类的大学。1890年，该大学更名为萨克森皇家工业大学（Königlich Sächsische Technische Hochschule）。
1961年，该大学正式更名为德累斯顿工业大学（Technische Universität Dresden），并一直沿用至今。
1990年德国统一时，这所大学已经合并了附近的Tharandt小镇的林业大学（Forstliche Hochschule）。之后又合并了德累斯顿工程学院（Ingenieurshochschule Dresden）。弗里德里希·李斯特交通学院（Hochschule für Verkehrswesen）成为其交通科学学院，“Carl-Gustav Carus”医学院（Medizinische Akademie）成为其医学院。
德国统一之后逐渐成立了信息技术学院（1991），法学院（1991），教育学院（1993）与经济学院（1993）。

## 学校排名
全球大学排名，158    （泰晤士高等教育世界大學排名 The Times Higher Education World University Rankings 2015-2016 ）
全球大学排名，151-200 （173）（中国上海交通大学世界大学学术排名，2016 #ARWU2016  （页面存档备份，存于））

## 组织机构

### 学院
德累斯顿工业大学由17个学院构成。几乎所有学院都位于坐落在市中心以南的主校区，除了拥有位于易北河附近、市中心以东的独立校区的医学院以及位于Tharandt的林学院。

#### 自然科学
数学与自然科学系由5个学院组成：生物学、化学、数学、物理学和哲学。这些院系位于主校区。2006年，生物系新的科研楼开放。2006年10月，德国科研协会（Deutsche Forschungsgemeinschaft）决定成立一个新的研究學院，即德累斯顿生物医学与生物工程国际研究學院（Dresden International Graduate School for Biomedicine and Bioengineering）以及一个“卓越研究项目”，即“从细胞到组织到治疗”（From Cells to Tissues to Therapies）。

#### 工程学
1. 建筑学院由6个系构成，目前有1,410个注册学生。
2. 土木工程学院由11个系构成。这是所有学院中最古老，最小的一个。该学院目前有757个注册学生。
3. 计算机科学学院由7个系构成，计算工程，计算逻辑，理论计算机科学，媒体信息与应用计算机科学。该学院目前有2,703个学生。
4. 电子工程与信息技术学院由13个系构成，有2,288个注册学生。这个学院是德累斯顿“欧洲硅谷”的中心。
5. 林学、地球科学与水文学学院有2,914个学生。这个学院位于主校区，除了位于Tharandt的林学系。该林学系是德国同类院系中最古老的，其历史可以追溯到1816年萨克森皇家林学院建立之时。
6. 机械工程学院由19个系构成，有4,140个学生。
7. 弗里德里希·李斯特运输与交通科学学院涵盖从经济与系统理论到电子工程，土木工程与机械工程的运输与交通科学，这在德国同类院系中是独一无二的。该学院目前有1,536个注册学生。

#### 人文社科
1. 经济学院由5个系构成，经济教育学，金融管理，经济学，管理信息系统与统计学。一共有2,842个注册学生。
2. 教育学院位于主校区东部，有2,075个学生。
3. 语言、文学与文化学院由5个系构成，美国研究，英国研究，德国研究，语言学，罗曼语言与斯拉夫语言。该学院有3,215个学生。
4. 哲学院由7个系构成，艺术史，交流，历史，音乐学，政治科学，社会学与神学，目前有3,485个注册学生。

#### 医学
- Carl Gustav Carus医学院拥有位于市中心以东，易北河附近的独立校区。注册学生人数为2，195。该学院与哈佛医学院有伙伴关系。

### 科研中心
1. 德累斯顿工业大学树-研究所Tharandt  (Dendro-Institute Tharandt at the TU Dresden)
2. 德累斯顿工业大学欧洲研究生院（EIPOS Europäisches Institut für postgraduale Bildung an der Technischen Universität Dresden）
3. 汉娜·阿伦特极权主义研究中心（HAIT Hannah-Arendt-Institut für Totalitarismusforschung an der Technischen Universität Dresden e. V.）
4. 德累斯顿工业大学越南教育与研究中心。该中心自2004年在越南首都河内提供机械专业硕士课程。
5. 国际研究中心（Zentrum für Internationale Studien, ZIS in German）

## 科研
就从工业伙伴获得资金的能力而言，德累斯顿工业大学是德国最成功的。2004年，3，564个项目得到了总计1.041亿欧元的外部资助（相对于政府资助）。德累斯顿工业大学得益于德累斯顿地区在微电子与运输科学领域的良好的科研传统，同时也得益于诸如生物技术的新科研领域的确立。
德国科研协会在很多方面支持这所大学，德累斯顿工业大学也与著名科研机构，如亥姆霍兹（Helmholtz）协会，Fraunhofer协会，莱布尼兹协会以及马克斯普朗克协会有着密切的合作。

### 生物技术与医学
这所大学与马克斯普朗克分子细胞生物学与基因学研究所在分子生物工程领域建立了密切的合作关系。作为创建精英中心的理念延伸的一部分，德国科研协会决定建立一个新的研究生院，即有着300位博士生的德累斯顿生物医学与生物工程国际研究生院。

### 磁性与材料科学
德国科研协会资助电磁流对冶金的影响，人造晶体合成以及电化学领域的研究。其余的科研项目专注于迈斯纳效应与人造纤维。

### 微米与纳米技术
从1990年代以后，德累斯顿地区发展成为欧洲硅谷，德累斯顿工业大学电子学院的三个系成为这个网络的组成部分。这所大学与同样位于德累斯顿的Fraunhofer纳电子中心一样，是在纳米技术领域处于领先地位的大学之一。这所大学与半导体公司奇梦达也有科研合作。

### 其他科研领域
这所大学与Fraunhofer运输与基础设施系统学院在德累斯顿公共交通的IT系统研究方面有着伙伴关系。
Ifo经济研究学院在德国东部经济发展研究方面有着与德累斯顿工业大学的伙伴关系。

## 声誉
德累斯顿工业大学在近200年的发展历程中，形成了具有自身优势和特色的学科体系。历史上德累斯顿工业大学创造了很多辉煌的成就，取得了一大批具有重大意义和影响的研究成果，例如：
第一台速度每小时30公里的蒸汽机的发明，阿司匹林的发明，
第一台小型计算机的研发等等。
一些著名的科学家为其母校德累斯顿工业大学赢得了国际声誉，他们当中有：
威尔玛–哥特夫–洛文（1796-1844）制图家、天文学家、气象学家
歌斯塔夫–祖勒（1829—1870）热动力学的创始者及萨克松皇家工艺学校的长期导师
海瑞克–巴克霍松（1881—1956）德国首家低电压工业学院创始者
维克多–克莱披（1881—1960）德国及罗曼语称（法国、意大利、西班牙）文学专家
自从1990年德国统一后，德累斯顿工业大学又增加了许多新学院，其中包括：人文学、经济学、社会学及医学，所以现在德累斯顿工业大学所能提供的课程及研究范围既广又多，而且许多科目为其独有。在最近的几年里，德累斯顿工业大学以新的途径扩大了国际交往，从已有的中、东欧地区扩展到西欧及北美。在国际交往中，德累斯顿工业大学尤其重视学生的流动性及合作科研。
德累斯顿工业大学开设的7个学科为：信息学、工程学、教师课程、医学、数学等自然学科、经济学科、职业教育研究、人力资源管理等文科和社会学科。其中电子技术专业是德累斯顿工业大学从1882年就有的最老的学科之一，现有13个研究所，分5个专业方向：自动化控制技术、电能技术、精密加工技术、信息技术和微电子技术。信息系统是一门综合计算机软、硬件、电子和信息科学的学科，这一技术人才是目前工业界极其需要的。而机械工程专业则包罗了机械专业的所有方向。
这所大学提供范围广泛的课程与研究。其在电子工程，计算机科学，光学照片，发动机结构以及交通物流领域有很高的声望。
在大学排名，尤其是德国专业杂志《经济周刊》中，排名最前的是工程学，医学，建筑学，哲学以及金融管理与经济学。这所大学也由于毕业生中企业家数目之多（比如在生物科学公司中）以及来自外部资源的大量资金而受到高度认可。
生物技术中心（BIOTEC）是一个独特的专注于分子生物工程的研究与教学的跨学科中心。该中心拥有致力于基因组学，蛋白质组学，生物物理学，蜂窝设备，组织工程学以及生物信息学的顶尖国际科研团队。
2009年，德累斯顿工业大学与合并为Helmholtz协会的Fraunhofer协会，莱布尼兹协会，马克斯普朗克协会与德累斯顿-Rossendorf研究中心发表了名为“德累斯顿概念-致力于卓越与创新发展的德累斯顿研究与教育协作”的草约，其中提到对全球精英的渴求。这是第一次四个大型研究机构宣布与一所大学校园的合作。这些德国半公共机构在全球范围内雇佣其团队领袖，并且在德国的任意地点设立研究机构，然而德累斯顿吸引了其中相当多的数目。

## 校园
德累斯顿工业大学是一所涵盖绝大多数学科门类的大学。其部分建筑有超过100年的历史（如慕尼黑广场周围的建筑）。这些建筑的风格大多受新艺术风格或包豪斯流派影响（如化学楼Fritz-Foerster-Bau）。最近几年，新建的现代建筑（如图书馆，主教学楼，生物化学系以及生命科学楼）与这些历史性建筑相得益彰。
主校区，医学院以及计算机科学学院都在德累斯顿市的范围内。主校区在市中心以南，主要在以Nöthnitzer Straße，Fritz-Förster-Platz以及Münchner Platz为界的范围内。医学院在Johannstadt区。林学院位于附近的Tharandt镇的森林区域。

## 景点
- 德累斯顿工业大学植物园
- 位于Tharandt的大学历史植物园

## 学生

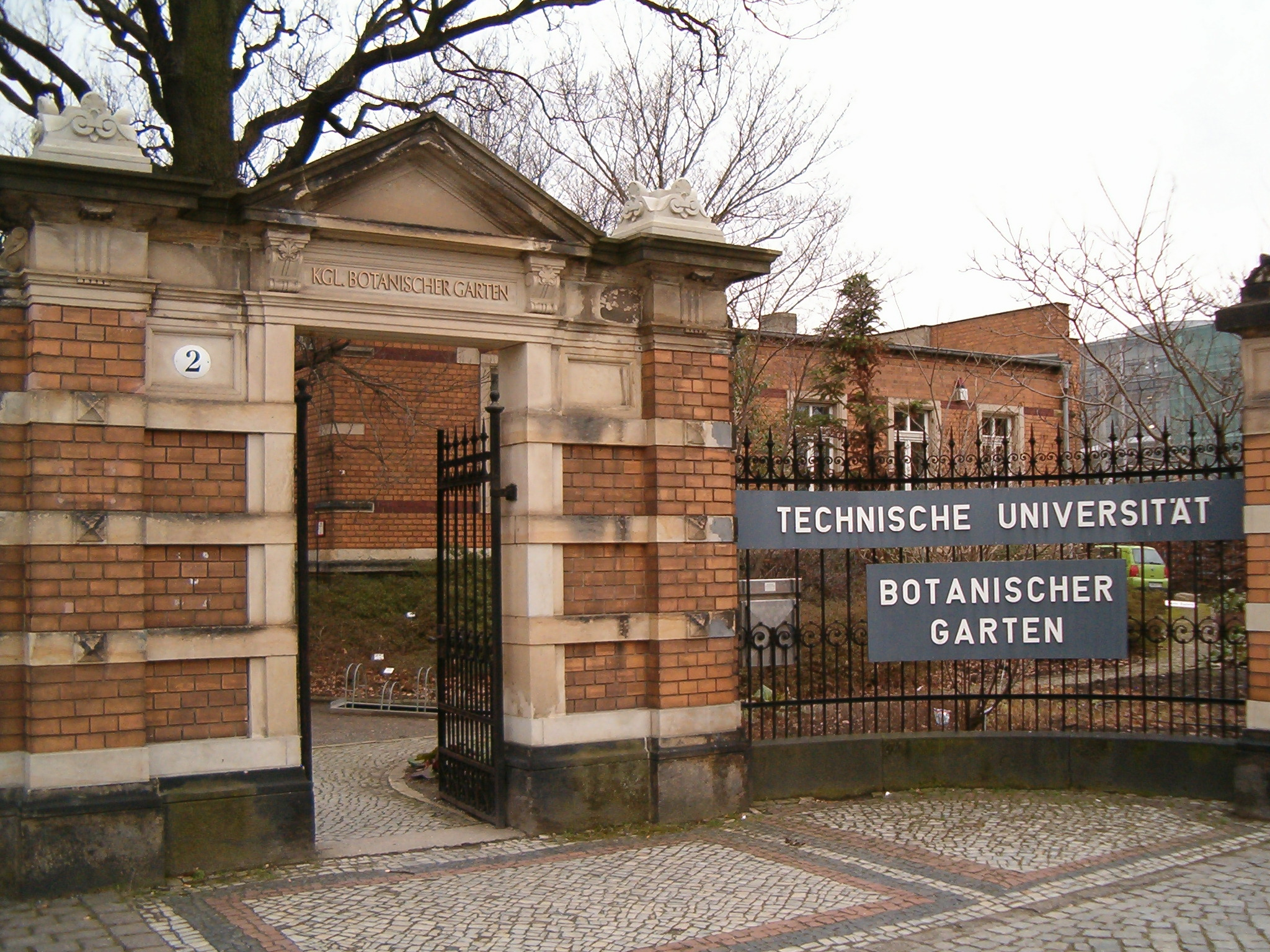
德国德累斯顿植物园

### 概览
约35.000学生中，45%学习工程学，36.2%学习人文社会科学，12.5%学习自然科学与数学，6.3%学习医学。
约59%（20，620）的学生来自萨克森州，18.9%（6，626）来自其他东部联邦州，12.3%（4，306）来自西部联邦州，9.8%（3，442）来自其他国家。
来自萨克森州的20，620学生中，12，351（59.9%）来自德累斯顿，2，934（14.2%）来自大德累斯顿地区，5，335（25.9%）来自萨克森其他地区。
学生的来源是基于学生中学毕业的地方。

### 外国学生
德累斯顿工业大学有3,442国际学生（2005/2006）。多数外国学生来自欧洲（1,527），其次为亚洲（1,404）和美洲（170）。就国家而言，最多的外国学生来自中国（710），其后依次为波兰（294），越南（196），保加利亚（160）以及俄罗斯（154）。这所大学在中欧和东欧也很受欢迎，比如捷克和乌克兰。同时，由于Erasmus项目以及与美国大学的伙伴关系，校园里也有很多会说英语，法语和西班牙语的学生。多数学院在课堂上使用的语言都是德语。
对德累斯顿工业大学感兴趣的国际学生可以透過以下网站Akademisches Auslandsamt（国际办公室）以获得更多信息。这个办公室负责处理国际入学申请。
很多活动能够帮助国际学生融入其环境并结交新朋友。最值得一提的是Erasmus-Initiative TU Dresden在学期当中提供很多团体活动，所有学生都可以参加这些活动，不只是Erasmus学生。一个由学生组织的项目，即LinkPartnerProgramm为每一个对此有兴趣的国际学生找到一个德国搭档，帮助他们解决头几周的问题，包括注册课程等。

## 课余活动
运动在德累斯顿工业大学学生当中很受欢迎。这里有8个大型学生俱乐部；夏季校园派对被认为是德国最大的。这里有很多餐厅，最大的學生餐廳甚至可以和一些餐馆在菜品范围上相提并论。

## 知名人士

### 荣誉博士（部分）
- 1905 Wilhelm von Siemens企业家
- 1906 Ferdinand von Zeppelin将军，飞船设计师
- 1928 Heinrich Rickert哲学家
- 1981 Konrad Zuse土木工程师，计算机科学家
- 1989 Kurt A. Körber企业家
- 1990 Günther Landgraf物理学家，德累斯顿工业大学1990至1994年校长
- 1995 Václav Havel捷克共和国前总统
- 1999 Kofi Annan联合国前秘书长
- 2002 沃尔特·科恩 物理学家，1998年诺贝尔化学奖得主

### 荣誉主席（部分）
- 1997 Prof. Dr. rer. nat. habil. Günther Landgraf德累斯顿工业大学1990至1994年校长
- 2000 Prof. Dr. med. Günter Blobel 1999年诺贝尔医学奖得主

### 校友
- Carl Theodor Albrecht测量师
- Fritz Bleyl表现主义建筑师，画家
- Julia Bonk政治家（PDS），萨克森州议员
- Steffen Heidrich足球运动员
- Rudolph Hering土木工程师
- Katja Kipping政治家，Die Linke副主席
- Max Littmann建筑师
- Theodor Pallady罗马尼亚画家
- Ernst Otto Schlick造船工程师
- Herbert Seifert数学家
- Johannes Paul Thilman作曲家

## 德累斯顿城市简介
德累斯顿（Dresden）是德国萨克森州的首府，位于德国的东南方，易北河两岸，南面离捷克边界仅30公里，距捷克首都布拉格150公里，北面距离德国首都柏林200公里，离西北方萨克森州另一个大城市莱比锡100公里。
德累斯顿是德国重要的文化、政治和经济中心。作为德国重要的科研中心之一，德累斯顿被誉为“德国硅谷”。在历史上，德累斯顿曾长期是萨克森王国的都城，拥有数百年的繁荣史、灿烂的文化艺术，和无数精美的巴洛克建筑（德累斯顿巴洛克风格），被誉为欧洲最美丽的城市之一。作为重要的文化中心，德累斯顿又被称为“易北河上的佛罗伦萨”。2002年德累斯顿列为欧洲绿化最好的大城市：三分之一地区被森林覆盖；并被德国经济周刊评选为列为德国十佳城市之一。该市著名自然景点-易北河谷于2004年被列入世界遗产名录。是一座具有18－19世纪风貌的峡谷，纵深有18公里长，主要由古老的牧场、巴洛克宫殿、纪念碑、公园，以及16世纪到20世纪具有自然风光的别墅和花园组成。至今，河谷边倾斜的梯田仍然被用于葡萄种植，一些古老的村庄仍然保留着工业革命时期的建筑和自然风光。特别是有上百年历史的147米长的钢桥、单轨的悬缆铁路、缆索铁道、古老的蒸汽船和成立于1900的造船厂至今仍在使用中。